# Pierre Belain d’Esnambuc
Pierre Belain d’Esnambuc, eigentlich Pierre Belain, Sieur d’Esnambuc (* März 1585 in Allouville; † Dezember 1636 auf St. Kitts), war ein französischer Abenteurer, Freibeuter und Händler, der im Jahre 1635 mit Saint-Pierre die erste französische Kolonie auf der karibischen Insel Martinique begründete.

## Herkunft und frühe Jahre

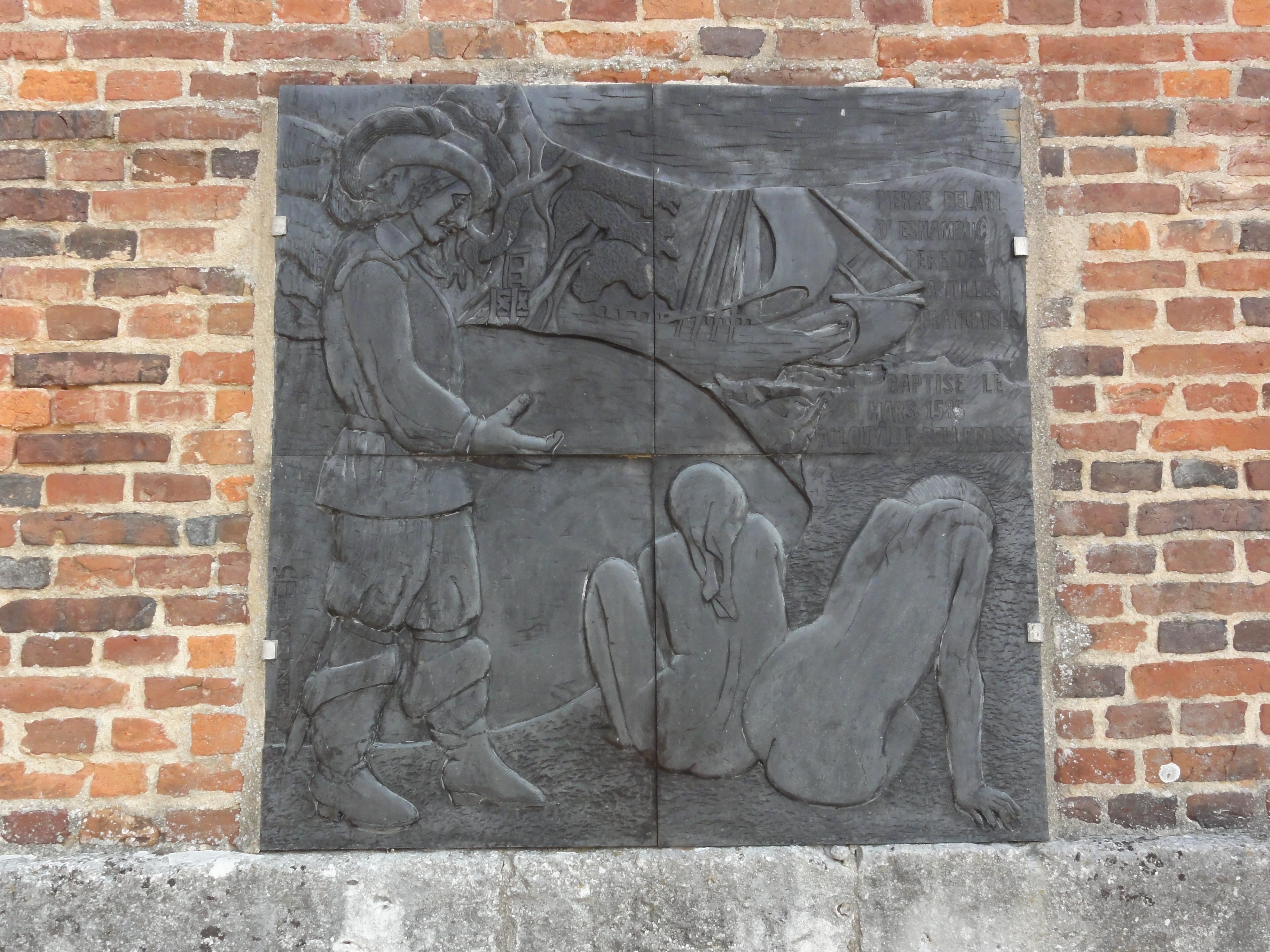
Allouville-Bellefosse, Andenken an Pierre Belain d’Esnambuc

Pierre Belain d’Esnambuc war das dritte Kind des Nicolas Blain, Herr von Quenouville und Esnambuc, und dessen Frau Peronne. Er wurde am 9. März 1585 in der Kirche Saint Quentin in Allouville-Bellefosse (Normandie) getauft. Er hatte einen älteren Bruder, Francis de Quenouville, und zwei Schwestern, Adrienne und Catherine. Die Familie war durch die Kriege des 16. Jahrhunderts stark verschuldet und war deshalb 1599 gezwungen, die Herrschaft Esnambuc, das Erbe Pierres, für 1950 Livre zu verkaufen. Als Edelmann ohne Land sah er seine Zukunft auf See und wurde Freibeuter in der Karibik. Am 24. Februar 1603 war er einer der 20 Mann, die mit dem kleinen Segelschiff Le Petit Argus (45 Tonnen) von Le Havre in Richtung Karibik ausliefen, wo die Freibeuterei und der Handel mit Konterbande mit spanischen Kolonisten und Indianern florierten und Reichtum versprachen. Siebzehn Jahre später ist Belain am 21. Januar 1620 als Kapitän der Marquise (80 Tonnen) bekundet, mit einem Kaperbrief für die „Küste von Guinea und Brasilien und andere Orte“ und einer Besatzung von 60 Mann. Belain hatte sich 400 Livre zu 50 % Zinsen geliehen, um damit die Hälfte der Kosten der Bewaffnung seiner Crew zu bezahlen; offensichtlich war sein Gewerbe lukrativ.

## St. Kitts
1625 war er Kumpan und Unterbefehlshaber des normannischen Korsaren Urbain du Roissey, Sieur de Chardonville. Die beiden lauerten spanischen Galeonen in der Karibik auf. Belain segelte mit der Brigantine Espérance von Dieppe Bay auf St. Kitts in die Gegend südlich von Kuba. Dort griff er eine spanische Galeone von 400 Tonnen und mit 35 Kanonen an, obwohl er selbst nur vier Geschütze und 35 Mann Besatzung hatte. Das dreistündige Gefecht endete ohne Sieger, aber Belain musste einen sicheren Ankerplatz aufsuchen, um die erlittenen Schäden reparieren zu können. Er segelte auf die Reede von Basseterre auf St. Kitts (damals St. Christopher), wo  seit 1624 eine kleine englische Plantagenkolonie bestand, wo aber auch eine kleine Zahl französischer Siedler unter Kommando des Hugenotten La Vasseur, einige von ihnen ehemalige Freibeuter, Tabakpflanzungen angelegt hatten. Dies brachte ihn auf den Gedanken , selbst in das Geschäft mit der Kolonisation einzusteigen. Belain segelte mit einer Ladung Tabak zurück nach Frankreich und gewann die Unterstützung des Kardinals Richelieu für seinen Plan, auf St. Kitts, Barbados und den noch nicht von „christlichen Mächten“ in Besitz genommenen Inseln der Karibik französische Kolonien einzurichten. Am 31. Oktober 1626 erteilte Richelieu der von Belain und Urbain du Roissey zu diesem Zweck gegründeten Compagnie des seigneurs de Saint Christophe das notwendige Privileg dazu und wurde selbst der größte Partner in der Gesellschaft.
Mit dieser Rückendeckung rekrutierten Belain d’Esnambuc und Urbain du Roissey 532 potenzielle Kolonisten, die Armut, Arbeitslosigkeit und religiöser Verfolgung entkommen wollten, und segelten am 22. Februar 1627 mit den vier Schiffen Victoire, Trois Rois, Cardinale und Catholique von Le Havre und Port-Louis nach St. Kitts. Ein Drittel der Auswanderer starb schon auf der Reise an Skorbut und Dysenterie. Als die Schiffe schließlich in St. Kitts ankamen, stellte sich heraus, dass die europäischen Siedler, unter Führung des englischen Kapitäns Thomas Warner, kurz zuvor nahezu die gesamte eingeborene Kalinago-Bevölkerung der Insel getötet hatten. Aus Furcht vor Vergeltungszügen von benachbarten Inseln erlaubte Warner den Franzosen, an den beiden Enden von St. Kitts, in Capisterre im Norden und Basseterre im Süden, zu siedeln. Die Insel wurde geteilt, und Belain wurde Gouverneur der ersten französischen Kolonie in der Karibik. Die Neuankömmlinge waren allerdings in derart schlechter Verfassung, dass rund hundert von ihnen bereits innerhalb des ersten Monats nach ihrer Ankunft entkräftet starben und auch der Rest durch Hunger und Krankheit weiter dezimiert wurde. Die Compagnie de Saint Christophe wartete lediglich auf die ersten Gewinne des Unternehmens und ließ ihre Kolonisten ohne Unterstützung. Belain d’Esnambuc war gezwungen, Tabak an vorbeifahrende Schiffe zu verkaufen, um ein wenig Geld zu verdienen. Thomas Warner hingegen konnte schon bald 400 neue englische Kolonisten in bester Gesundheit und mit Nachschub und Ausrüstung anlanden, und diese breiteten sich auch in den französischen Teilen der Insel aus. 1629 sollte ein französisches Geschwader den Teilungsvertrag durchsetzen, aber unter Ausnutzung der Meinungsverschiedenheiten zwischen Franzosen und Engländern besetzten und plünderten die Spanier kurzerhand die Insel. Belain d’Esnambuc und die wenigen überlebenden französischen Siedler flüchteten auf die benachbarten Inseln St. Martin und St. Barth, kehrten aber nach dem Abzug der Spanier zurück.

## Martinique
In den folgenden zehn Jahren wandte Belain seine Energie daran, den französischen Teil von St. Kitts gegen die Engländer zu behaupten und weitere Kolonien auf benachbarten Inseln zu etablieren, ohne dass er dabei nennenswerte Unterstützung von der Compagnie de Saint-Christophe erhielt. Kolonisten wurden vor allem in der Normandie geworben, in der Gegend um Dieppe, Honfleur und Le Havre, aber nur Tortuga konnte 1629 in Besitz genommen werden. Schließlich reiste Belain nach Frankreich, um sich persönlich bei Richelieu über die mangelnde Hilfe zu beklagen, während sich Roissey ganz aus dem Unternehmen zurückzog. Am 12. Februar 1635 wurde die Compagnie de Saint Christophe auf Anregung Belains und Anordnung Richelieus in die Compagnie des îles d’Amérique umgewandelt. Ihr Geschäftszweck war die Errichtung von Siedlungen auf den noch nicht von europäischen Mächten besetzten karibischen Inseln und die Bekehrung der „Wilden“ zur römisch-katholischen Religion.
Schon am 28. Juni 1635 landeten zwei enge Mitarbeiter Belains, Charles Liènard de l’Olive und Jean du Plessis d’Ossonville, mit 550 in Frankreich angeworbenen Neusiedlern auf Guadeloupe. Belain selbst segelte im Juli 1635 mit seinem Neffen Jacques Dyel du Parquet und 150 angeworbenen Siedlern nach Süden, erreichte Anfang September Martinique, und gründete dort Saint-Pierre und Fort Royal. Saint-Pierre wurde die erste dauerhafte Kolonie Frankreichs in der Karibik. Im November segelte Belain von Martinique zur nördlich benachbarten Insel Dominica, wo er ein kleines Fort bauen ließ und Siedler unter dem Befehl von Philippe Levayer de la Vallée zurückließ. Diese Siedlung musste jedoch angesichts der aggressiven Feindseligkeit der eingeborenen Kalinago schon bald wieder aufgegeben werden. Im Januar 1636 kehrte Belain d’Esnambuc nach St. Kitts zurück.

## Tod
Aus gesundheitlichen Gründen ersuchte Belain um Erlaubnis, die Karibik zu verlassen, was aber nicht bewilligt wurde, da man ihn dort für unabkömmlich hielt. Er starb auf St. Kitts im Dezember 1636. Sein Neffe Jacques Dyel du Parquet (1606–1658) wurde sein Nachfolger als Gouverneur der französischen Siedlungen in der Karibik, blieb jedoch auf Martinique und befasste sich nicht mit den anderen Inseln.
Im Jahre 1664 liquidierte der französische Finanz- und Marineminister Jean-Baptiste Colbert die Compagnie des Îles d’Amérique, und ihre Besitzungen wurden Kolonien der französischen Krone.